# أصول حرب عام 1812
حرب عام 1812، هي حرب نشبت بين الولايات المتحدة الأمريكية وبريطانيا العظمى وحلفائها من الهنود، والتي استمرت للفترة بين 1812 و1815. أعلنت الولايات المتحدة الأمريكية الحرب وبقيت الأسباب المتعددة وراء هذا القرار موضعًا للنقاش بين المؤرخين لفترة طويلة.
كان هناك عدة أسباب لإعلان الولايات المتحدة الأمريكية للحرب وهي: السبب الأول، هو سلسلة القيود التجارية المفروضة من قبل بريطانيا لعرقلة الحركة التجارية بين أمريكا وفرنسا، والتي كانت في حالة حرب معها (طعنت الولايات المتحدة الأمريكية في هذه القيود لكونها غير مشروعة وفقًا للقانون الدولي). السبب الثاني، هو التجنيد الإلزامي لبحارة السفن الأمريكيين في البحرية الملكية (ادعت الحكومة البريطانية أنهم بحارون بريطانيون فارون). السبب الثالث، هو الدعم العسكري البريطاني للهنود الأمريكيين الذين عرضوا المقاومة المسلحة لتوسع الجبهة الأمريكية نحو الشمال. السبب الرابع، هو رغبة محتملة للولايات المتحدة الأمريكية في الاستحواذ على كندا. كان هناك دافع مستتر لكنه قوي، وهو رغبة الأمريكيين في التمسك بالشرف الوطني في مجابهة ما اعتبروا أنه إهاناتٌ بريطانية.
عُرقل التوسع الأمريكي نحو الشمال (أوهايو وانديانا وميشيغان وإلينوي وويسكونسن) من قبل الهجمات الهندية. يدّعي بعض المؤرخين أن الهدف الأمريكي للحرب هو الاستحواذ على كندا بأكملها أو على جزء منها، وهو رأي يشترك به العديد من الكنديين حتى الآن، في حين يعتقد البعض الآخر أن بث الخوف من هذا الاستيلاء ما هو إلا وسيلة للمناورة من قبل الولايات المتحدة الأمريكية لاكتساب ورقة مساومة. ادّعى بعض أعضاء البرلمان البريطاني في ذلك الوقت بالإضافة إلى سياسيين أمريكيين منشقين مثل جون راندولف أن الدافع الرئيسي لإعلان الولايات المتحدة الأمريكية للحرب هو رغبتها في الاستيلاء على الأراضي وليس بسبب النزاعات البحرية. مع ذلك، يحتفظ بعض المؤرخين الكنديين والأمريكيين برأيهم الذي يشير إلى أن الهدف الأمريكي للحرب هو الاستحواذ على كندا بأكملها أو على جزء منها. على الرغم من تقديم البريطانيين لبعض التنازلات فيما يخص التجارة المحايدة، لكنهم أصروا على حقهم في استرداد البحارين الفارين. امتلك البريطانيون هدفًا منشودًا في إنشاء دولة هندية كبيرة و«محايدة» ممتدة على أجزاء واسعة من أوهايو وانديانا وميشيغان. قدّمت بريطانيا طلبها بشكل متأخر في عام 1814 في مؤتمر السلام، لكنها خسرت حروبًا كانت ستساعدها على تعزيز موقفها كثيرًا.
اندلعت الحرب على أربع جبهات: كانت الأولى على المحيطات، إذ تطفلت السفن الحربية والبوارج التابعة للطرفين على حركة النقل البحري التجاري، والثانية على طول الساحل الأطلنطي للولايات المتحدة الأمريكية، والذي حوصر بشكل متزايد من قبل البريطانيين وشهد هجمات واسعة النطاق في المراحل اللاحقة من الحرب، والثالثة على الجبهة الطويلة، والتي امتدت بمحاذاة البحيرات العظمى ونهر سانت لورانس وفصلت الولايات المتحدة الأمريكية عن كندا العليا والسفلى (أونتاريو وكيبك)، والرابعة على طول ساحل خليج المكسيك. خلال فترة الحرب، أطلق الطرفان حملات لغزو أراضي بعضهما الآخر، فشلت معظمها في تحقيق هذا الهدف وكان نجاح بعضها وقتيًا فقط. في نهاية الحرب، استحوذت بريطانيا على أجزاءٍ من ولاية مَين وبعض المواقع المتقدمة في الغرب الأمريكي ذو الكثاقة السكانية المنخفضة واستحوذ الأمريكيون على أراضٍ كندية بالقرب من ديترويت، لكنها أُعيدت جميعها لأصحابها في نهاية الحرب.
في الولايات المتحدة الأمريكية، أشعلت معارك مثل معركة نيو أورليانز ومعركة بالتيمور (ألهمت معركة بالتيمور كلمات النشيد الوطني الأمريكي، تحت اسم «الراية الموشحة بالنجوم») حماس الأمريكيين في شن «حرب استقلال ثانية» ضد البريطانيين. بشّرت هذه المعارك أيضًا ببزوغ «عصر النوايا الحسنة»، والذي اختفت فيه الصراعات الحزبية التي أوشكت أن تصل إلى اتهام بعضهم الآخر بالخيانة العظمى. خرجت كندا من الحرب بشعور متنامي بالوطنية والتكافل بين أطياف شعبها. أما بالنسبة لبريطانيا، والتي اعتبرت هذه الحرب كعرض جانبي للحروب النابليونية المستعرة في أوروبا، فقد تأثرت بشكل أقل جراء هذه الحرب ورحبت حكومتها وشعبها بقدوم عصرٍ من العلاقات السلمية مع الولايات المتحدة الأمريكية.

## الأهداف البريطانية
انهمك البريطانيون بحرب حياة أو موت مع نابليون ولم يسمحوا للأمريكيين بمساعدة العدو، رغم أن هذا يُعد من حقوقهم المحايدة المشروعة. إذ يُفسر هورسمان هذا بقوله: «لو كان ممكنًا، لتمنت إنجلترا تجنب الحرب مع أمريكا، لكن ليس لدرجة السماح لها بعرقلة جهودها الحربية ضد فرنسا. بالإضافة لهذا كله، اعتقدت شريحة كبيرة من المؤثرين في الرأي البريطاني، من الحكومة والشعب على حد سواء، أن أمريكا تشكل تهديدًا على الهيمنة البريطانية البحرية».

### هزيمة نابليون
كان للبريطانيين هدفان: التزمت جميع الأحزاب بهزيمة فرنسا، وتطلب هذا بحّارين (ولهذا فرضت التجنيد الإلزامي)، بالإضافة إلى تطلبه شن حرب تجارية شعواء ضد فرنسا (ولهذا فرضت قيودًا اقتصادية على سفن التجار الأمريكيين). انقسمت الأحزاب البريطانية في آرائها حول مسألة التجارة مع أمريكا. يوضح هورسمان ذلك بقوله: «كانت بعض القيود المفروضة على التجارة المحايدة ضرورية بالنسبة لإنجلترا. لم تنشأ هذه القيود بصيغتها المتطرفة بعد عام 1807 من رغبتهم في هزيمة نابليون فقط، بل نشات أيضًا من غيرتهم الواضحة من الازدهار التجاري الأمريكي الموجود في إنجلترا. لم يحالف الحظ أمريكا، إذ لم تسعى القوة السياسية المسيطرة في إنجلترا في الفترة بين 1803 إلى 1812 لهزيمة فرنسا فقط، بل سعت أيضًا للحفاظ على الهيمنة التجارية البريطانية». أُضعفَت هذه المجموعة من قِبل حزب الأحرار البريطاني الودود لأمريكا في منتصف عام 1812 وعُكست السياسات نتيجة لهيمنة هذا الحزب، لكن هذا جاء بعد فوات الأوان وإعلان أمريكا للحرب مسبقًا. لم يُسيطر السياسيون المهتمون بالهيمنة التجارية على بريطانيا بعد عام 1815، لذا فقد اختفت أحد أسباب الحرب.
عُرقل البريطانيون من قبل دبلوماسييهم الضعفاء في واشنطن (مثل ديفيد أيرسكن) الذين أساؤوا تمثيل السياسة البريطانية بالإضافة إلى بطء المراسلات التي حالت دون إبلاغ الأمريكيين بعكس السياسة البريطانية إلا بعد إعلانهم للحرب.
حينما عرض الأمريكيون الصلح بشرط إنهاء التجنيد الإلزامي البريطاني، رفضت بريطانيا بسبب احتياجها لهؤلاء البحارة. يوضح هورسمان هذا بقوله: «كان التجنيد الإلزامي، والذي مثّل نقطة الخلاف الرئيسية بين إنجلترا وأمريكا في الفترة من 1803 إلى 1807، ضرورةً مُلحة بالنسبة لإنجلترا بسبب حاجتها الماسة لبحارين في حربها ضد نابليون. على نحو مماثل، كانت القيود على التجارة الأمريكية المفروضة وفقًا لمراسيم ملكية إنجليزية، والتي كانت السبب الرئيسي للمشاكل في الفترة بين 1807 و1812، جزءًا من الصراع التجاري الكبير بين إنجلترا وفرنسا».

### تشكيل دولة هندية عازلة بين الولايات المتحدة الأمريكية وكندا
كان للبريطانيين هدفٌ منشود بإنشاء دولة هندية عازلة، لتكون دولة هندية كبيرة و«محايدة» ومغطية لمعظم المقاطعة الغربية الشمالية القديمة ومشكلةً لحاجز بين الأجزاء الغربية للولايات المتحدة الأمريكية وكندا. أرادوا جعلها دولة مستقلة عن الولايات المتحدة الأمريكية مع إبقائها تحت الوصاية البريطانية، والتي كانت لتستعملها في صد التوسع الأمريكي وفي إحكام سيطرتها على تجارة الفرو. قدموا طلبًا متأخرًا لإنشاء هذه الدولة في عام 1814 في مؤتمر السلام، لكنهم تنازلوا عن هذا الطلب لاحقًا. أُضعف موقفهم بعد انهيار اتحاد تيكومسيه الفيدرالي بعد معركة نهر التايمز، بالإضافة إلى اعتقاد البريطانيين بعدم استحقاق هذا الهدف لخوض صراع مع الولايات المتحدة الأمريكية. بقيت مُعظم أراضي الدولة العازلة المقترحة تحت سيطرة البريطانيين والهنود خلال فترة الحرب.